# Acacia semitrullata
Acacia semitrullata é uma espécie de leguminosa do gênero Acacia, pertencente à família Fabaceae.